# إرفين راميريز
إرفين راميريز (13 نوفمبر 1971 في الإكوادور - ) هو لاعب كرة قدم إكوادوري في مركز حراسة المرمى. شارك مع منتخب الإكوادور لكرة القدم. أما مع النوادي، فقد لعب مع سوسيداد ديبورتيفو كيتو وليغا دي كيتو ونادي إيميلك ونادي إسبولي الرياضي ‏ وClub Deportivo Municipal Cañar ‏ ونادي ماكارا وإنديبندينتي ديل فال ونادي مانتا لكرة القدم وC.D. Técnico Universitario ‏ وديبورتيفو كيفيدو ونادي غرين كروس ونادي أوداز أوكتبرينو وClub Social, Cultural y Deportivo Brasilia ‏ ونادي ديلفين.

## وصلات خارجية
- إرفين راميريز على موقع الاتحاد الدولي (مؤرشف)  (الإنجليزية)
- إرفين راميريز على موقع ناشيونال فوتبول تيمز (الإنجليزية)